# Red Bull Bragantino
Red Bull Bragantino, är en fotbollsklubb från staden Bragança Paulista i delstaten São Paulo i Brasilien. Klubben grundades den 8 januari 1928 och har bland annat vunnit Campeonato Paulista vid ett tillfälle, 1990. Klubben har även deltagit i den numera nedlagda internationella turneringen Copa CONMEBOL vid tre tillfällen, nämligen 1992, 1993 och 1996. Klubben spelade i Campeonato Brasileiro Série A för första gången säsongen 1989.
Klubben var känd som Clube Atlético Bragantino, innan dess administration togs över av Red Bull GmbH år 2020. Då fick klubben namnet RB Bragantino och dess färger förändrades från dess traditionella svart och vitt till rött och vitt.
I april 2019 skrev Bragantino på ett avtal med Red Bull GmbH som hanterade förvaltningen av alla deras fotbollsrelaterade tillgångar. Från 2020 introducerades en ny logotyp och namnet Red Bull Bragantino.